# ویلزکرک
ویلزکرک (به لاتین: Wilskerke) یک منطقهٔ مسکونی در بلژیک است که در میدلکرک واقع شده‌است.